# Oskar Lenz
Oskar Lenz (Lipsia, 13 aprile 1848 – Sooß, 1º marzo 1925) è stato un geologo, mineralogista ed esploratore tedesco.

## Biografia
Nel 1870 ottenne il dottorato in mineralogia e geologia presso l'università di Lipsia. Nel 1872 divenne volontario della Imperial Geological Reichsanstalt di Vienna, e quello stesso anno ottenne la cittadinanza austriaca.
Nel 1879-80 guidò la prima spedizione trans-sahariana dal Marocco al Senegal. L'obiettivo principale della spedizione erano gli studi geologici della regione, compresa la ricerca di possibili depositi di minerali ferrosi. Nel 1880, con il compagno Cristobal Benítez, fu il quarto europeo a visitare la favolosa città di Timbuctù, preceduto solo da Alexander Gordon Laing (1826), René Caillié (1828) e Heinrich Barth (1853).

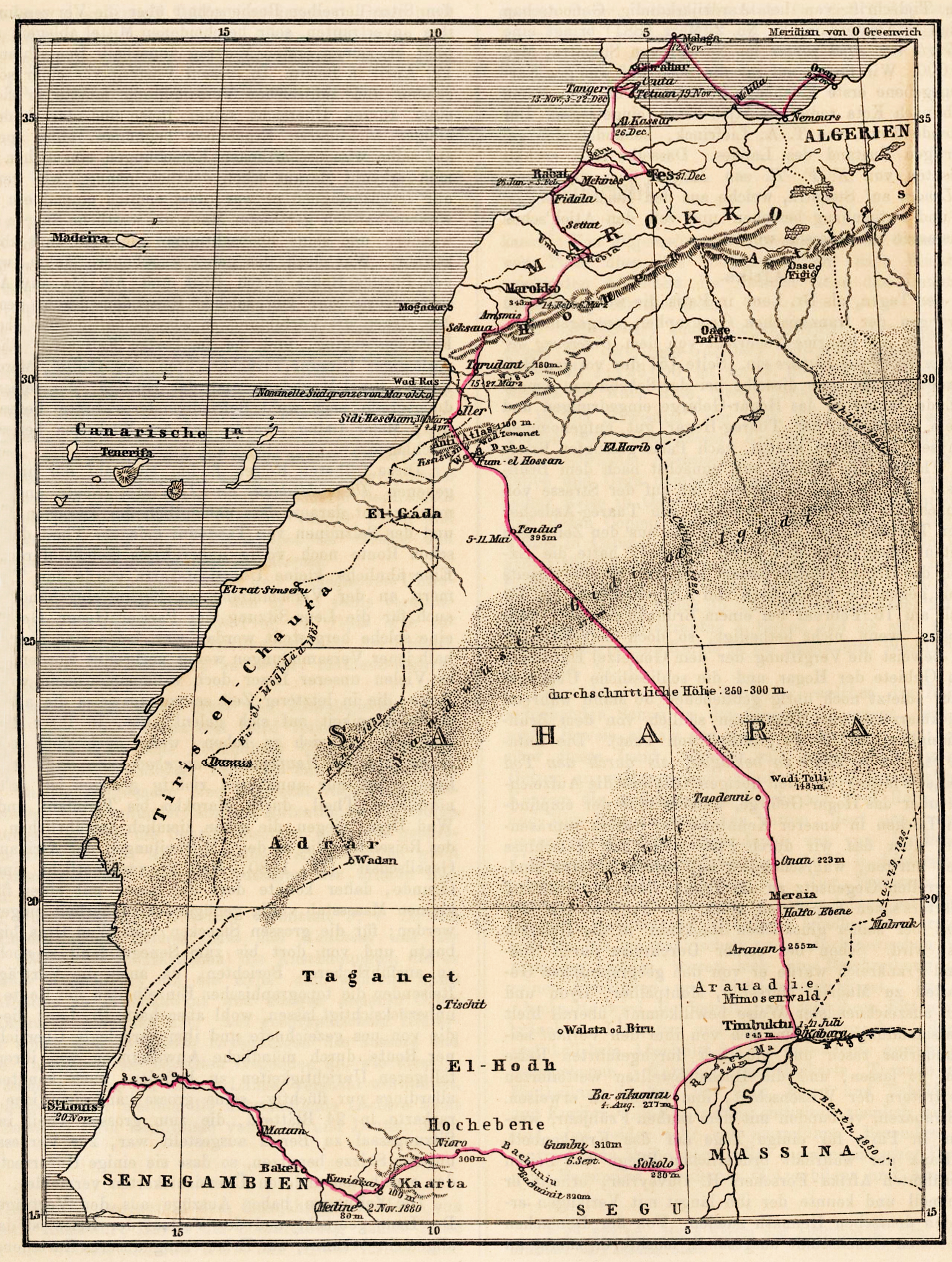
Mappa raffigurante la spedizione di Lenz a Timbuctù

Nel 1885-1887 diresse la spedizione austro-ungarica in Congo, una missione che richiese l'attraversamento del continente africano dal Congo all'oceano Indiano. I principali obiettivi erano lo studio della situazione commerciale nel neonato Stato Libero del Congo e la mappatura del bacino idrografico tra il Congo ed il Nilo. In questa spedizione fu accompagnato dal cartografo Oscar Baumann (morto durante il viaggio) e dall'ornitologo Friedrich Bohndorff. Dopo il completamento dei suoi compiti in Africa divenne professore della università di Praga (giugno 1887).

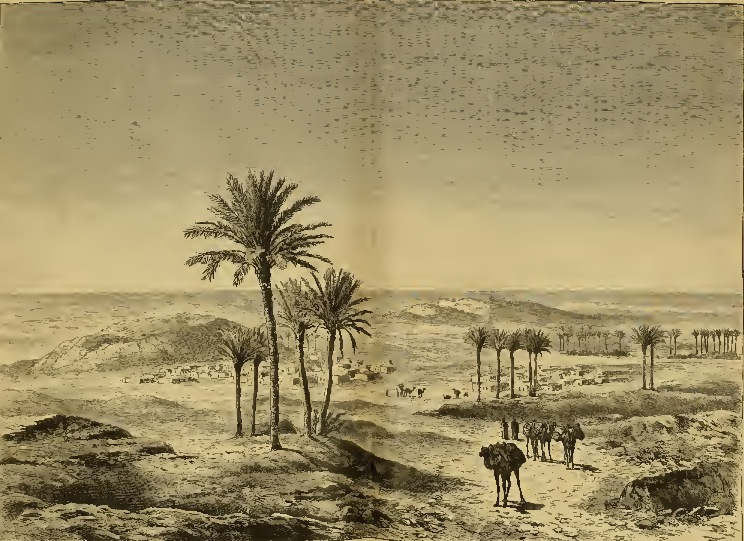
Illustrazione dell'oasi di Tindouf (1880), da "Timbouctou : voyage au Maroc, au Sahara et au Soudan"

## Opere
- Ueber das Auftreten Jurassischer Gebilde in Böhmen (1870)
- Skizzen aus Westafrika (1878)
- Timbuktu: Reise durch Morokko die Sahara und den Sudan (1884), tradotto in francese nel 1886 da Pierre Lehautcourt col titolo di Timbouctou, voyage au Maroc, au Sahara et au Soudan.
- (FR) Oskar Lenz, Timbouctou : voyage au Maroc, au Sahara et au Soudan, Lehautcourt, Pierre (trd.), Parigi, Hachette, 1886–1887.. Gallica: Volume 1, Volume 2.
- Geologische Karte von West-Afrika (1882)
- Wanderungen in Afrika (1895)
- Ophir und die ruinen von Zimbabye in Südostafrika, Praga, Verlag Des Vereins (1896).[1]